# Linhevenator
Linhevenator là một chi khủng long, được Xu X. Tan Q. C. Sullivan Han F. & Xiao mô tả khoa học năm 2011.